# Mount Canham
Mount Canham ist ein 1815 m hoher Berg im ostantarktischen Mac-Robertson-Land. In der Porthos Range der Prince Charles Mountains ragt er am nördlichen Ende des Bennett Escarpment und rund 4 km südlich des Corry-Massivs auf.
Kartiert wurde der Berg anhand von Luftaufnahmen der Australian National Antarctic Research Expeditions aus dem Jahr 1965. Das Antarctic Names Committee of Australia (ANCA) benannte ihn nach John Richard Canham (1917–1991), Leiter der Wilkes-Station im Jahr 1967.